# Larráyoz
Larráyoz es un concejo y localidad española del municipio de Juslapeña, perteneciente a la comunidad autónoma de Navarra.

## Toponimia
El lugar se conoce en euskera como Larraiotz.

## Historia
Hacia mediados del siglo XIX, el lugar, ya por entonces perteneciente a Juslapeña, tenía contabilizada una población de 57 habitantes. Aparece descrito en el décimo volumen del Diccionario geográfico-estadístico-histórico de España y sus posesiones de Ultramar de Pascual Madoz con las siguientes palabras:

LARRAYOZ: l. del velle Juslapeña en la prov. y c. g. de Navarra, part. jud., aud. terr. y dióc. de Pamplona (2 leg.), tiene ayunt. de por sí, aunque sujeto al general del valle. sit. en una pequeña llanura; clima frio y húmedo, pero sano: consta de 11 casas, igl. parr. (San Esteban), de entrada, servida por un abad de provision de los vec., y cementerio: los naturales se surten para beber y demas usos de un arroyo que corre por junto al pueblo: los niños acuden á la escuela de Marcalain. El térm. se estiende 1/2 hora de N. á S. y 20 minutos de E. á O., y confina N. Aristegui; E. Marcalain; S. Gaizariain, y O. Nuin. El terreno es de mediana calidad; cria buenas y abundantes yerbas de pasto, y tiene monte poblado de robles, hayas y encinas. caminos: locales y de herradura, siendo notable el que de esta clase dirige de Pamplona á Guipúzcoa. El correo se recibe de la cap. del part. por el balijero del valle. prod.: trigo, maiz, avena, poco vino y menuzales; mantiene ganado lanar, vacuno y de cerda, y hay caza de liebres, perdices, lobos y zorros. pobl.: 10 vec., 57 alm. riqueza: con el valle (V.)
(Madoz, 1847, p. 89)

En 2023, la entidad singular de población tenía empadronados 28 habitantes y el núcleo de población, también 28.

## Patrimonio

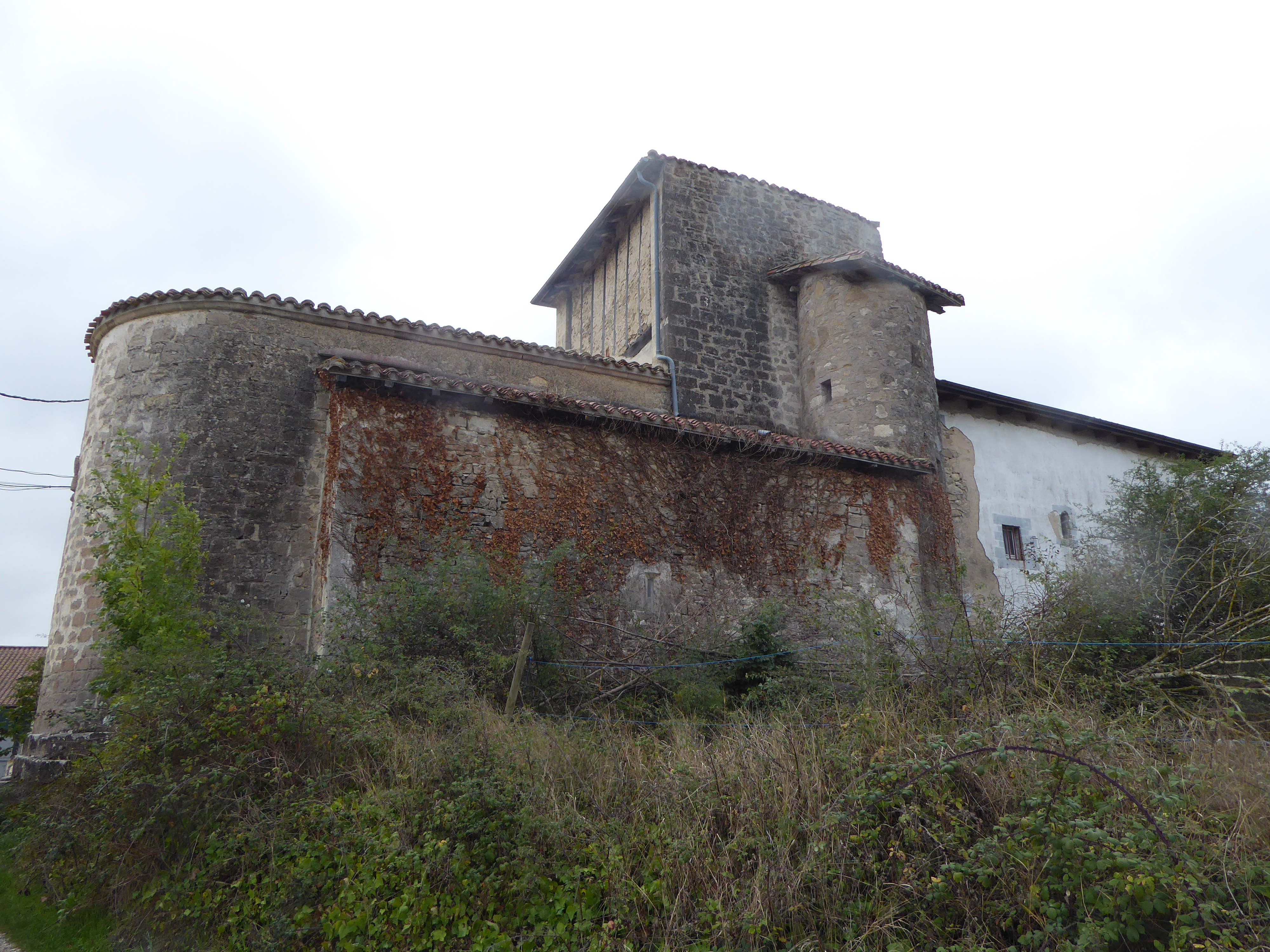
La iglesia de San Esteban

Hay en la localidad una iglesia de San Esteban.